# Ich bin wie du
"Ich bin wie du" is een disco-nummer van de Duitse zangeres Marianne Rosenberg. Het nummer verscheen op haar gelijknamige album uit 1976. Op 27 oktober 1975 werd het nummer uitgebracht als de tweede single van het album. In Nederland werd de plaat veel gedraaid op Hilversum 3 en werd in het voorjaar van 1976 een gigantische hit. De plaat bereikte de 2e positie in zowel de Nederlandse Top 40 als de Nationale Hitparade. In de op Hemelvaartsdag 1976 gestarte TROS Europarade bereikte de single de nummer 1-positie. In België bereikte de plaat de nummer 1-positie in de Vlaamse Radio 2 Top 30 en de 44e positie in de Vlaamse Ultratop 50.

## Achtergrond
"Ich bin wie du" is geschreven door producer Joachim Heider en componist Gregor Rottschalk, onder het pseudoniem Christian Heilburg. De single werd in haar thuisland Duitsland minder goed ontvangen dan voorganger "Er gehört zu mir" (waarmee ze deelnam aan de voorselectie voor het Eurovisiesongfestival 1975) en de opvolger "Lieder der Nacht", die respectievelijk de zevende en zesde plaats in de Duitse hitlijsten behaalden. "Ich bin wie du" kwam daarentegen niet verder dan de achttiende plaats. Het nummer bleek populairder in het Nederlandse taalgebied.
"Ich bin wie du" verschijnt veel op compilatiealbums met schlager- en feestmuziek, zogeheten "foute muziek" en muziek uit de jaren '70 van de twintigste eeuw. In 2002 stond het nummer ook op de eerste plaats in De Foute 128 van de Vlaamse radiozender Qmusic. Het nummer is tevens een aantal malen opnieuw uitgebracht in andere versies. In 1975 verschenen er twee Engelstalige versies van het nummer, onder de titels "I Feel So Good", met een tekst van Barry Mason, en "A V.I.P.", met tekst van Barry Blue. Nederlandstalige versies van het nummer werden onder andere uitgebracht door Nicole & Hugo ("Wat moet ik doen", 1987) en De Romeo's ("Wat je ook doet", 2017). In 2017 werd er een remix van het nummer uitgebracht door Rico Bernasconi onder de titel "Für immer nur da", mede geproduceerd door Rosenberg.
In 2025 brachten Chantal Janzen en Jan Smit het nummer opnieuw uit als anthem voor hun tweede editie van "Festival der Liebe", een Duits-talige muziekfestival in Ahoy Rotterdam. 

## Hitnoteringen

### Nederlandse Top 40
| Hitnotering: 07-02-1976 t/m 17-04-1976 | Hitnotering: 07-02-1976 t/m 17-04-1976 | Hitnotering: 07-02-1976 t/m 17-04-1976 | Hitnotering: 07-02-1976 t/m 17-04-1976 | Hitnotering: 07-02-1976 t/m 17-04-1976 | Hitnotering: 07-02-1976 t/m 17-04-1976 | Hitnotering: 07-02-1976 t/m 17-04-1976 | Hitnotering: 07-02-1976 t/m 17-04-1976 | Hitnotering: 07-02-1976 t/m 17-04-1976 | Hitnotering: 07-02-1976 t/m 17-04-1976 | Hitnotering: 07-02-1976 t/m 17-04-1976 | Hitnotering: 07-02-1976 t/m 17-04-1976 | Hitnotering: 07-02-1976 t/m 17-04-1976 |
| Week                                   | 1                                      | 2                                      | 3                                      | 4                                      | 5                                      | 6                                      | 7                                      | 8                                      | 9                                      | 10                                     | 11                                     |                                        |
| -------------------------------------- | -------------------------------------- | -------------------------------------- | -------------------------------------- | -------------------------------------- | -------------------------------------- | -------------------------------------- | -------------------------------------- | -------------------------------------- | -------------------------------------- | -------------------------------------- | -------------------------------------- | -------------------------------------- |
| Positie                                | 27                                     | 17                                     | 8                                      | 3                                      | 3                                      | 2                                      | 7                                      | 12                                     | 20                                     | 29                                     | 39                                     | uit                                    |

### Nationale Hitparade
| Hitnotering: 07-02-1976 t/m 03-04-1976 | Hitnotering: 07-02-1976 t/m 03-04-1976 | Hitnotering: 07-02-1976 t/m 03-04-1976 | Hitnotering: 07-02-1976 t/m 03-04-1976 | Hitnotering: 07-02-1976 t/m 03-04-1976 | Hitnotering: 07-02-1976 t/m 03-04-1976 | Hitnotering: 07-02-1976 t/m 03-04-1976 | Hitnotering: 07-02-1976 t/m 03-04-1976 | Hitnotering: 07-02-1976 t/m 03-04-1976 | Hitnotering: 07-02-1976 t/m 03-04-1976 | Hitnotering: 07-02-1976 t/m 03-04-1976 |
| Week                                   | 1                                      | 2                                      | 3                                      | 4                                      | 5                                      | 6                                      | 7                                      | 8                                      | 9                                      |                                        |
| -------------------------------------- | -------------------------------------- | -------------------------------------- | -------------------------------------- | -------------------------------------- | -------------------------------------- | -------------------------------------- | -------------------------------------- | -------------------------------------- | -------------------------------------- | -------------------------------------- |
| Positie                                | 22                                     | 11                                     | 8                                      | 4                                      | 3                                      | 2                                      | 2                                      | 8                                      | 24                                     | uit                                    |

### NPO Radio 2 Top 2000
| Nummer met noteringen in de NPO Radio 2 Top 2000 | '99 | '00 | '01 | '02 | '03 | '04 | '05 | '06 | '07  | '08 | '09  | '10 | '11  | '12  | '13  | '14  | '15  | '16  | '17  | '18  | '19  | '20  | '21  | '22  | '23  | '24  |
| ------------------------------------------------ | --- | --- | --- | --- | --- | --- | --- | --- | ---- | --- | ---- | --- | ---- | ---- | ---- | ---- | ---- | ---- | ---- | ---- | ---- | ---- | ---- | ---- | ---- | ---- |
| Ich bin wie du                                   | 715 | 726 | 582 | 513 | 850 | 923 | 868 | 911 | 1097 | 876 | 1062 | 929 | 1180 | 1134 | 1259 | 1237 | 1114 | 1297 | 1250 | 1039 | 1132 | 1035 | 1184 | 1207 | 1108 | 1271 |

1. ↑  Een vetgedrukt getal geeft de hoogste notering aan.

### Evergreen Top 1000
| Evergreen Top 1000 "Ich Bin Wie Du" | Evergreen Top 1000 "Ich Bin Wie Du" | Evergreen Top 1000 "Ich Bin Wie Du" | Evergreen Top 1000 "Ich Bin Wie Du" | Evergreen Top 1000 "Ich Bin Wie Du" | Evergreen Top 1000 "Ich Bin Wie Du" | Evergreen Top 1000 "Ich Bin Wie Du" | Evergreen Top 1000 "Ich Bin Wie Du" | Evergreen Top 1000 "Ich Bin Wie Du" | Evergreen Top 1000 "Ich Bin Wie Du" | Evergreen Top 1000 "Ich Bin Wie Du" | Evergreen Top 1000 "Ich Bin Wie Du" | Evergreen Top 1000 "Ich Bin Wie Du" | Evergreen Top 1000 "Ich Bin Wie Du" | Evergreen Top 1000 "Ich Bin Wie Du" | Evergreen Top 1000 "Ich Bin Wie Du" | Evergreen Top 1000 "Ich Bin Wie Du" |
| Jaar                                | 2008                                | 2009                                | 2010                                | 2011                                | 2012                                | 2013                                | 2014                                | 2015                                | 2016                                | 2017                                | 2018                                | 2019                                | 2020                                | 2021                                | 2022                                | 2023                                |
| ----------------------------------- | ----------------------------------- | ----------------------------------- | ----------------------------------- | ----------------------------------- | ----------------------------------- | ----------------------------------- | ----------------------------------- | ----------------------------------- | ----------------------------------- | ----------------------------------- | ----------------------------------- | ----------------------------------- | ----------------------------------- | ----------------------------------- | ----------------------------------- | ----------------------------------- |
| Positie                             | -                                   | -                                   | -                                   | -                                   | -                                   | 319                                 | 470                                 | 631                                 | 580                                 | 583                                 | 268                                 | 300                                 | 355                                 | 284                                 | 265                                 | 370                                 |